# Der Leierkasten

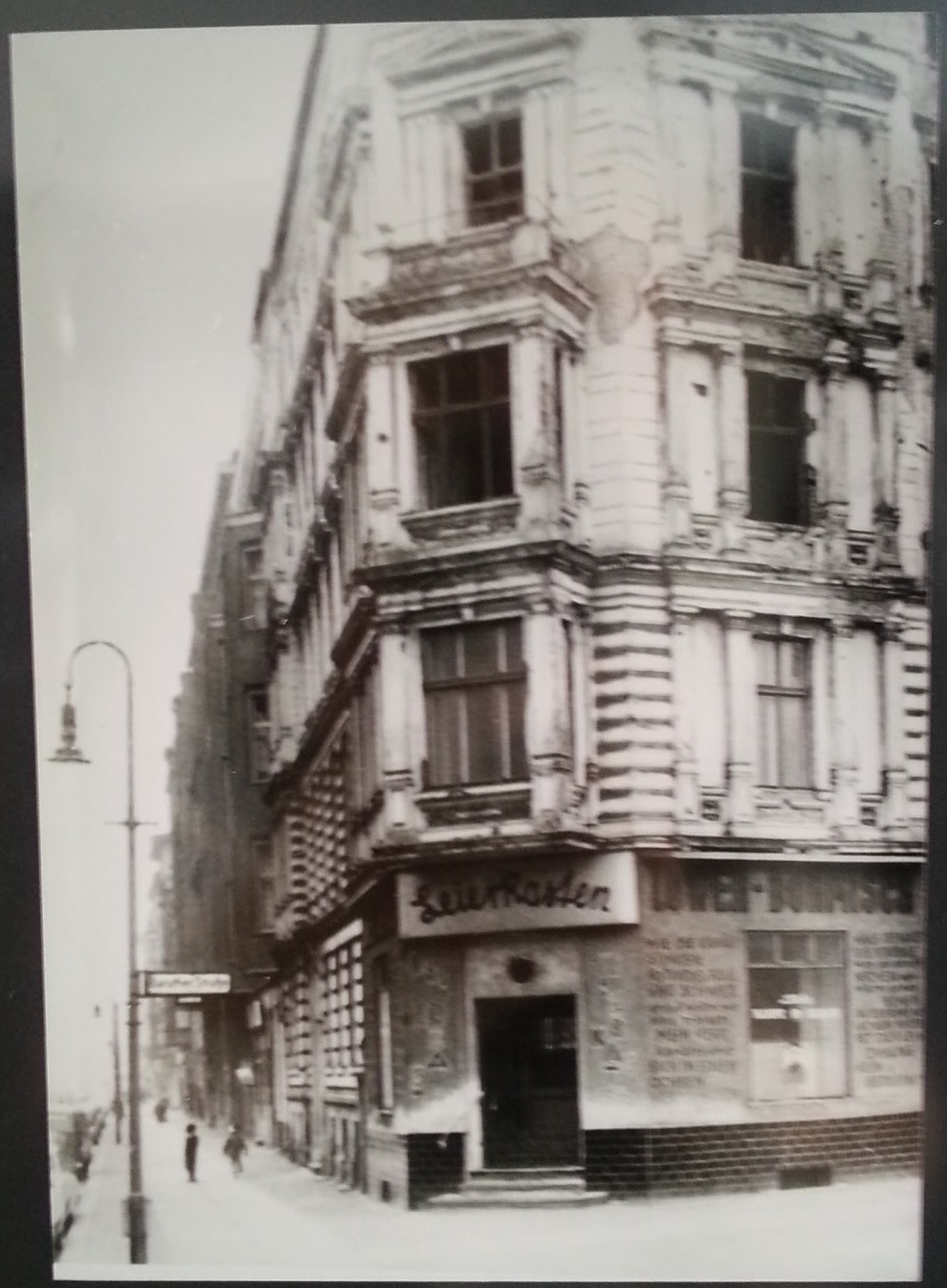
Künstlerkneipe Leierkasten

Der Leierkasten war von 1959 bis 1977 – in Anlehnung an das gleichnamige Musikinstrument – ein Treffpunkt der Bohème im Berliner Ortsteil Kreuzberg. Vom Berliner Malerpoeten Kurt Mühlenhaupt gegründet und bis 1968 geführt, befand sie sich in der Zossener Straße 1 / Ecke Baruther Straße.
Mühlenhaupts regelmäßig Mitarbeitende waren Rosi Kendziora und sein Bruder Willi. Für die Reinigung des Lokals war die „Dicke Inge“ zuständig. Die Kneipe galt als deutschlandweit bekanntes Künstler- und Bohème-Lokal. Zu den Stammgästen gehörten Hellmut Kotschenreuther, Artur Märchen, Gerhard Kerfin und Kiez-Originale wie Oskar Huth. Auch Brigitte Horney besuchte das Lokal und kaufte Bilder von Mühlenhaupt. Er war wichtigster Vorläufer der späteren Kreuzberger Kneipenszene. Auch damals aktive Musikergruppen, wie Insterburg & Co, traten im Leierkasten auf. Der Leierkasten verstand sich als „Start und Endstation für Maler“, wahlweise als „Reservoir für Gammler, Säufer, Künstler aller Art“, wie der Gründer, Künstlerchef und Hauptbetreiber Kurt Mühlenhaupt in einem Plakatentwurf formulierte.
Dem Trend folgten weitere sogenannte „Sperrmüllkneipen“, die nach dem Muster des Leierkastens aus Kunst und Trödel bestanden. Seit 1963 gab Mühlenhaupt seine Biertrinkerblätter aus dem Leierkasten heraus mit Texten und Zeichnungen seiner Gäste und Freunde. Die dritte Ausgabe, in der Karl-Heinz Herwig die Geschlechtlichkeit Gottes in der menschlichen Vorstellung satirisch aufgegriffen hatte, wurde wegen des Vorwurfs der Gotteslästerung beschlagnahmt. Die Biertrinkerblätter waren wichtige Vorläufer vieler späterer Kneipen-Postillen in Kreuzberg.

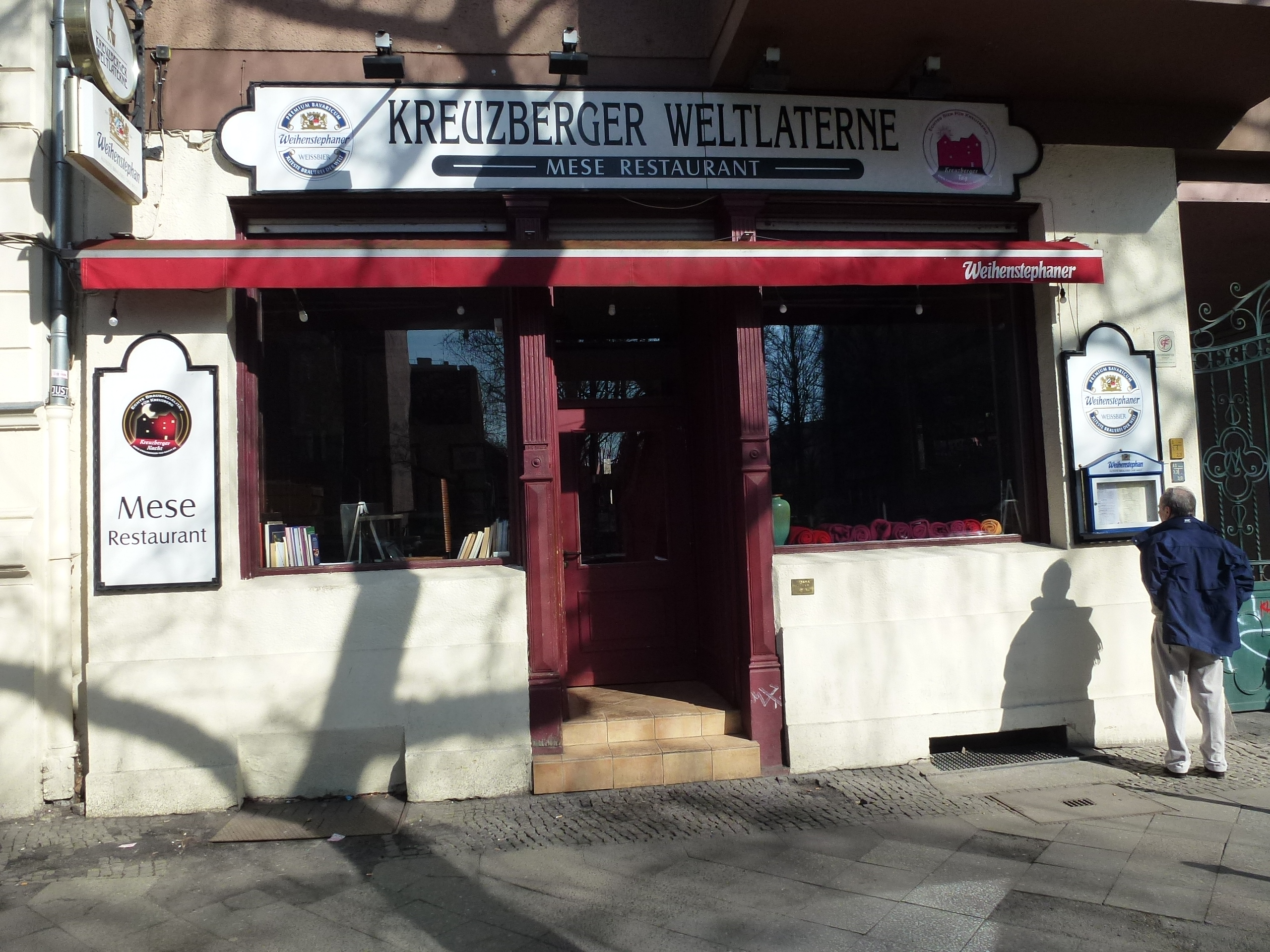
Ehemalige Kleine Weltlaterne in der Kohlfurter Straße, heute: Kreuzberger Weltlaterne

Neben dem Leierkasten wurde Die kleine Weltlaterne in der Kreuzberger Bohème während der 1960er Jahre eine Bekanntheit jenseits des etablierten Kulturbetriebs. Hertha Fiedler gab der Kneipe 1961 ihren Namen, veranstaltete hier Ausstellungen und Lesungen und schenkte „Bier gegen Bilder“ aus.
In beiden Kneipen verkehrten Kunstschaffende und Intellektuelle, von denen einige später prominent geworden sind, wie zum Beispiel Insterburg und Co., Karl Dall, Günter Grass oder Ulrich Schamoni. Die Gebrüder Blattschuss, die hier auch auftraten, setzten dem Nachtleben des damaligen Bezirks mit ihrem Schlager Kreuzberger Nächte ein musikalisches Denkmal. Sie bildeten die Prototypen der West-Berliner Künstlerkneipen, die inmitten der alten Arbeiterbezirke lagen, aber von bürgerlichen Gästen lebten. Kreuzberg galt bald als „Berliner Montmartre“. Als Mühlenhaupt den Leierkasten 1967 hochverschuldet aufgeben musste, ehrten die jüngeren Künstler Dimitrius Boyksen, Harun Farocki und Natias Neutert ihr geliebtes Stammlokal mit einer Lesung ihrer Gedichte und Texte. Danach diente die Örtlichkeit als Jazz-Kneipe.
Im Oktober 1980 wurde das Gebäude abgerissen.